# 5507 Niijima
5507 Niijima (1987 UJ) là một tiểu hành tinh vành đai chính được phát hiện ngày 21 tháng 10 năm 1987 bởi Suzuki và Urata ở Toyota.